# 瓦卡利斯科耶湖
45°44′51″N 33°10′25″E / 45.74750°N 33.17361°E
瓦卡利斯科耶湖（俄语：Бакальское），是俄羅斯的湖泊，位於該國西南部，由克里米亞負責管轄，長4公里、寬3.5公里，面積7.1平方公里，集水區面積257平方公里，平均水深0.4米，最大水深0.85米。